# Bijou Kisombe Mundaba
Bijou Kisombe Mundaba (né le 29 septembre 1976 à l'époque au Zaïre, aujourd'hui en République démocratique du Congo) est un joueur de football international congolais (RDC), qui évoluait au poste de défenseur.

## Biographie

### Carrière en club
Avec l'AC Sodigraf, il atteint la finale de la Coupe d'Afrique des vainqueurs de coupe en 1996.

### Carrière en sélection
Avec l'équipe du Zaïre puis de la RDC, il joue entre 1997 et 2004.
Il figure dans le groupe des sélectionnés lors des Coupes d'Afrique des nations de 1998, de 2002 et de 2004. Il se classe troisième de cette compétition en 1998.
Il joue également six matchs comptant pour les tours préliminaires de la coupe du monde, lors des éditions 1998 et 2002.

## Palmarès
| AC Sodigraf - Coupe d'Afrique des vainqueurs de coupe : - Finaliste : 1996. |  | AS Dragons - Coupe de RDC (1) : - Finaliste : 1999. |  | Vita Club - Championnat de RDC : - Vice-champion : 2003. |